# تينيما ندياي
تينيما نديي (بالإنجليزية: Tenema N'Diaye)‏ (مواليد 13 فبراير 1981 في باماكو) لاعب كرة قدم مالي دولي يجيد اللعب في خط الهجوم . يلعب حاليا لصالح نادي نانت الفرنسي منذ 2009 .

## روابط خارجية
- تينيما ندياي على موقع الاتحاد الدولي (مؤرشف)  (الإنجليزية)
- تينيما ندياي على موقع رابطة كرة القدم الفرنسية للمحترفين (الإنجليزية)
- تينيما ندياي على موقع قاعدة بيانات كرة القدم.إي يو (الإنجليزية)
- تينيما ندياي على موقع ليكيب (الفرنسية)
- تينيما ندياي على موقع ناشيونال فوتبول تيمز (الإنجليزية)
- تينيما ندياي على موقع أوليمبيديا (الإنجليزية)